# Jangseung

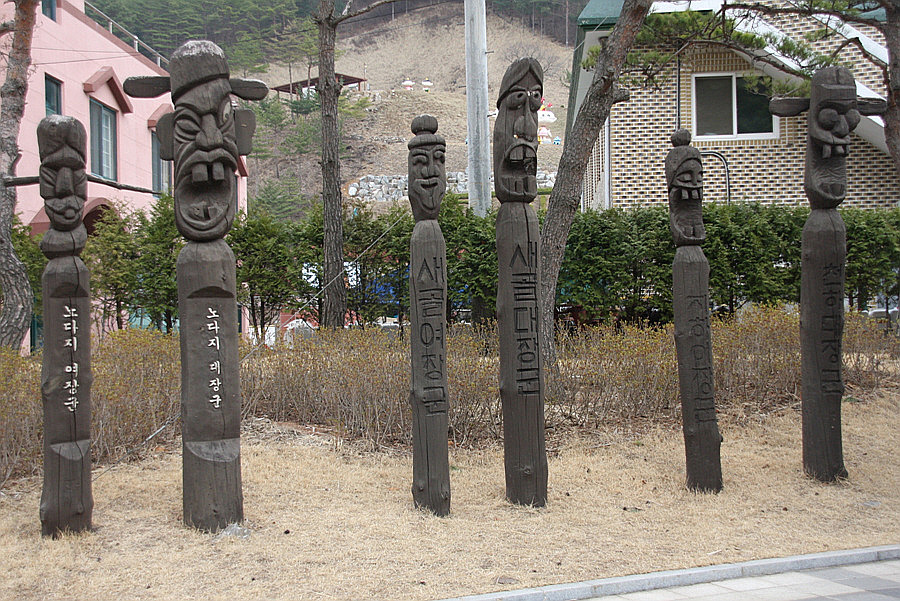
Jangseung

Jangseung – koreańskie totemiczne słupy, przeważnie wykonane z drewna, rzadziej z kamienia. Najczęściej można je spotkać przy granicach wsi, a ich celem jest odstraszanie złych duchów. Uznawane są za opiekuńcze bóstwa. Rytuał wznoszenia jangseung nazywa się jangseungje.

## Historia

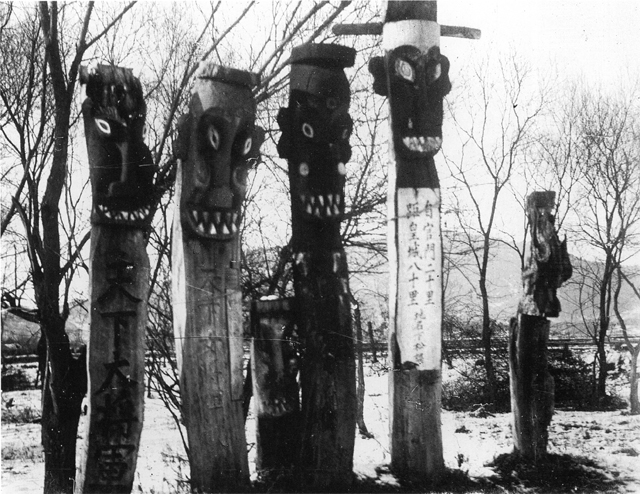
Jangseung, Seul, ok. 1910 r.

W Korei za panowania dynastii Joseon (1392-1910) zostały wybudowane drogi, łączące stolicę i prowincje. Na drogach, w regularnych odstępach, były stawiane znaczniki drogowe. Powstał system oznaczeń służący łatwiejszemu dostępowi do restauracji i zakwaterowania dla urzędników państwowych i podróżnych. Postawione w tym czasie drogowskazy nazwane zostały jangseung. 
Podczas wojen, nagłych zmian pogody i wybuchów epidemii, ludzie cierpieli i umierali. W tamtym czasie Koreańczycy najbardziej obawiali się Mamasin (bogini czarnej ospy). Mieszkańcy Joseon wierzyli, że Mamasin przybyła z Chin i przeszła przez północną część Półwyspu Koreańskiego, a stamtąd rozprzestrzeniła się na cały kraj. Panowało przekonanie, że bogini ospy za pomocą drogowskazów znajdowała domy zamieszkiwane przez dzieci. W reakcji na to ludzie zaczęli rzeźbić na drogowskazach straszną twarz Jangsin (boga broniącego wsi) aby odstraszyć Mamasin.  
W ramach reform z 1894 r. władze odrzuciły stary system pocztowy na rzecz systemu zachodniego, co poskutkowało szybkim zniknięciem starych drogowskazów. Jednak jangseung, które reprezentowały Jangsin i chroniły wsie, wciąż były konserwowane przez lokalne społeczności. 
Podczas trwania okupacji japońskiej (1910-1945) miniaturowe jangseung były wytwarzane jako produkt turystyczny. Później zaczęły reprezentować koreańskie rękodzielnictwo. Gdy w latach 80. XX w. rytuał jangseung stał się ważnym miejskim rytuałem, mieszkańcy różnych regionów zaczęli określać jangseung jako dobro kultury. Duży wkład w to miały lokalne organizacje (m.in. Bareugesalgi Committee), które starały się odtworzyć stare tradycje. 
W 1987 r. koreański naród walczył o ustanowienie nowego systemu politycznego – bezpośrednich wyborów prezydenckich. Jednak nowo powołany rząd odniósł sukces tylko dzięki sfałszowanym wyborom, co skutkowało ciągnięciem się konfliktu między władzami a protestującymi studentami.  
Dotychczasowe formy festiwali uniwersyteckich zmieniły się i skoreanizowały, gdy pojawiły się tradycyjne treści. W tym okresie podstawą festiwali uniwersyteckich stały się tradycje przekazywane ze wsi, takie jak Juldarigi (przeciąganie liny), Pungmul (perkusyjna muzyka zespołowa) czy festiwal Jangseung. Jangseung stały się popularne pośród studentów, ponieważ ich postulaty i opinie można było wyrzeźbić na słupach.  
Od lat 90. XX w. jangseung są prezentowane podczas różnych regionalnych festiwali i traktowane są jako dziedzictwo kultury ludowej. Ponadto jangseung zaczęto stawiać w ogrodach skansenów. Popularne stały się wśród fotografów i rzemieślników. Zaczęto dostrzegać walory estetyczne jangseung, a produkty z nim związane zaczęły przedostawać się do kultury popularnej. 

## Wygląd i rodzaje

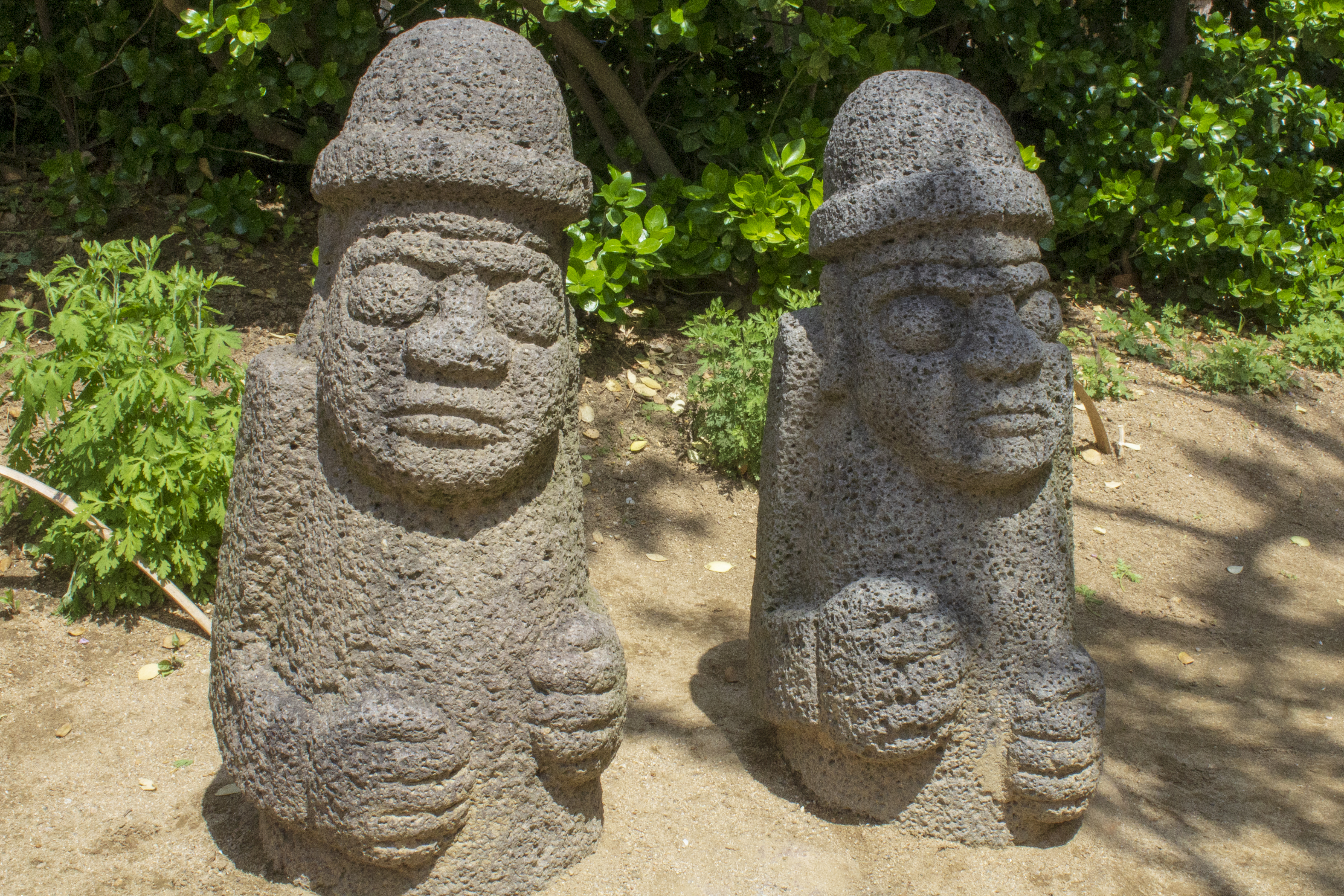
kamienne jangseung

Jangseung to totemiczny słup z wyrzeźbioną głową i jej nakryciem. Przeważnie są wykonywane z drewna (nazywane są wtedy Mok Jangseung), ale bywają także kamienne (Seok Jangseung). Przeciętna wysokość drewnianych jangseung to 2–3 m. Kamienne zazwyczaj są mniejsze i precyzyjniej rzeźbione, posiadają szczegóły takie jak ręce, nogi, a nawet całe ciała. Jangseung mają rzeźbione twarze oraz napisy. Można spotkać dwa rodzaje słupów: jedne o cechach męskich, drugie o cechach żeńskich. Męskie jangseung mają wyrzeźbione nakrycia głowy koreańskich arystokratów i uczonych oraz napisy znaczące „Wielki Generał Wszystkiego Pod Niebem”. Żeńskie jangseung nie są bogato zdobione, a napisy na nich tłumaczy się na „Żeński Generał Podziemia”. Słupy męski i żeński zazwyczaj są budowane jednocześnie. Wygląd jangseung może delikatnie się różnić, np. tym czy są płaskie, czy okrągłe albo jak bardzo upodobnione zostały do człowieka. Występują różne kształty głowy i oczu, niektóre słupy nawet mają okulary. Można podzielić je na te posiadające uszy i te bez nich, ze znaczną przewagą liczebną tych „głuchych”. Uważano, że jangseung bez uszu nie będą mogły słuchać demonów. Nosy symbolizują męskość i nie wyglądają szczególnie niezwykle. Usta symbolizują kobiecość i są dość duże. Zęby mają różne kształty i rozmiary oraz służą do odstraszania złych duchów.  

## Lokalizacje
Jangseung występują w różnych miejscach, można jednak wyróżnić następujące lokalizacje: 
- Stawiane przy wejściach do wsi mają za zadanie odstraszać duchy odpowiedzialne za klęski głodu i choroby[1]. Mają również ochraniać zbiory podczas żniw[1].
- Stawiane są przy wejściach do świątyń oraz w środku nich, żeby chronić buddyzm i jego prawa[9].
- Stawiane na granicach wsi i pól uprawnych, mają je oznaczyć, oraz zapewniać powodzenie w tych obszarach[9].
- Stawiane są również jako znaki drogowe, ale mają podwójne zastosowanie: oznaczają drogę i jej kierunek, a także mają powstrzymywać rozprzestrzenianie epidemii[9]. Uważano, że odstraszą boginię ospy Mamasin[3]. Jangseung używano także jako znaczników drogowych, stawiając je co 10 li (ok. 3,93 km)[9].

## Rytuał tworzenia
Rytuał, podczas którego jangseung jest wznoszony nazywa się jangseungje. Tą nazwą określa się także rytuały, podczas których czci się bóstwa ochronne wisi i modli się o szczęście oraz odgania złe byty.  
Rytuały te odbywają się z trzech okazji: 
- podczas ścinania drzewa, które posłuży do budowy słupa ochronnego bóstwa
- podczas stawiania nowego słupa, aby nadać mu duchową moc
- podczas cyklicznego oddawania hołdu ochronnym słupom, który odbywa się jako część dangsanje – rytuału poświęconego bogom wsi[2].

W wielu regionach jangseungje odbywa się czternastego dnia pierwszego miesiąca księżycowego. Mężczyźni wspinają się na górę, aby ściąć tam drzewo, z którego powstanie nowy ochronny słup. Jedne z zasad dotyczących wyboru drzewa to to, że drzewo rosnące w słońcu jest wybierane na męskiego strażnika, a to rosnące w cieniu na żeńskiego. Po dokonanym wyborze odpowiednich drzew, ofiarowuje się proste podarki i odprawia rytuał, po którym drzewa są ścinane. Pnie są przenoszone do warsztatu rzeźbiarskiego, z męskim pniem na czele procesji.  
Głowa jangseung musi być wyrzeźbiona z dolnej części drzewa. Męski słup musi być postawiony przed żeńskim, co zagwarantuje harmonię między parą, która wzmocni działanie jangseung w odstraszaniu złych mocy, oraz w przyciąganiu pomyślności dla wsi. 

## Nazwy
Nazwy jangseung uwarunkowane są, m.in. od: 
- regionu, w którym się znajdują, albo z którego pochodzą
- okresu, w którym zostały stworzone
- ich społecznej i kulturowej funkcji[8].

Określenie jangseung zazwyczaj jest używane w regionie Seulu i w standardowym koreańskim. W południowych regionach Korei Południowej jangseung znane są także jako beoksi, dangsan harabeoji (dziadek świętej góry), oraz dangsan halmeoni (babcia świętej góry). Na południu i północy prowincji Chungcheong nazywa się je susari (zatrzymująca się woda), susaldae (bambus zatrzymujący wodę) i susalmok (drzewo zatrzymujące wodę). W prowincji Gyeonggi ludzie posługują się nazwą jangseung albo jangsing (dialektalna forma jangseung). W północnych prowincjach Korei używa się nazw dyangseung (dialektalna forma jangseung) i tolmireuk (kamienny Maitreya). Jangseung znajdujące się na Wyspie Jeju (Czedżu) określane są jako dolharubang (kamienny dziadek). Nazwy jangseung mają w dużej mierze charakter regionalny, więc nazw jest znacznie więcej.

## Współczesne zastosowanie
Jangseung obecnie używane są dla czterech głównych celów: 
- jako tradycyjny symbol i dla promocji miejsc turystycznych;
- wykorzystywane przez działaczy społecznych jako narzędzie do wyrażania sprzeciwu wobec problemów politycznych i środowiskowych;
- słupy, które zostały wzniesione jako Jangsin, aby ochraniać wioskę, wciąż są konserwowane i służą podtrzymywaniu więzi lokalnych;
- wytwarzane są jako dzieła sztuki[3].